# Im Wartesaal zum großen Glück
«Im Wartesaal zum großen Glück» (с нем. — «В зале ожидания большого счастья») — песня немецкого певца Вальтер Андреас Шварца, написанная им самим. С этой песней он получил право представить Германию на первом конкурсе «Евровидение-1956» после того, как одержал победу в национальном отборе.

## Текст песни
Автор текста песни — Вальтер Андреас Шварц.
Шварц рассказывает о трагедии людей, потерянных в прошлом и ожидающих счастья, прошедшего мимо них.

## Евровидение

### Национальный отбор
В 1956 году Вальтер Андреас Шварц принял участие в национальном отборе Германии на первый конкурс песни «Евровидение». Он выбрал свою песню «Im Wartesaal zum großen Glück» для участия в отборочном туре.
Финал отбора состоялся 1 мая 1956 года. По результатам голосования Шварц стал победителем отборочного тура и, таким образом, получил право представить Германию на «Евровидении».

### Конкурс
Песня была исполнена четвёртой на конкурсе — после выступления представителя Бельгии Фуда Леклерка с песней «Messieurs les noyés de la Seine» и перед выступлением представительницы Франции Мате Альтери с песней «Le temps perdu», оркестром дирижировал Фернандо Паджи. Результаты выступления Вальтер Андреас Шварца неизвестны в связи с тем, что на конкурсе был объявлен только победитель (без индивидуальных оценок выступления). Остальные участники были отмечены как разделившие между собой второе место.
В 1956 году, совместно со Шварцем, на «Евровидении» Германию представлял другой победитель отборочного тура Фредди Квинн с песней «So geht das jede Nacht» — по правилам конкурса того года каждая участвующая страна должна была отправить по две песни.